# Joel Isasi
Joel Isasi, född den 31 juli 1967 i Mantanzas, Kuba, är en kubansk friidrottare inom kortdistanslöpning.
Han tog OS-brons på 4 x 100 meter stafett vid friidrottstävlingarna 1992 i Barcelona. 